# Katastrofa lotu Pennsylvania Central Airlines 410
Katastrofa lotu Pennsylvania Central Airlines 410 – katastrofa lotnicza, która wydarzyła się 13 czerwca 1947 roku. Douglas DC-4 należący do linii Pennsylvania Central Airlines lecący z Pittsburgha do Waszyngtonu rozbił się podczas podejścia do lądowania. Zginęło 50 osób (47 pasażerów i 3 członków załogi).

## Przebieg tragedii
Douglas DC-4 (N88842) został wyprodukowany w czasie II wojny światowej w 1942, wylatał 8038 godzin. Samolot leciał z Chicago do Waszyngtonu z postojem w Norfolk, Cleveland i Pittsburgu. Z Chicago wystartował o godz. 13:52. O godz. 17:24 wystartował z Pittsburga do Waszyngtonu. O godz. 18:03 podchodził do lądowania. Samolot uderzył w górę Blue Ridge na wysokości 1425 stóp. Zginęło 47 pasażerów i 3 członków załogi 

## Przyczyny
Przyczyną tragedii były błędy pilotów w warunkach złej widoczności.